# هيرب تورنر
هيرب تورنر (بالإنجليزية: Herb Turner) هو مجدف أسترالي، ولد في 6 أغسطس 1910، وتوفي في 5 مايو 1998 في Croydon, New South Wales ‏ في أستراليا.

## وصلات خارجية
- هيرب تورنر على موقع الاتحاد الدولي للتجديف (الإنجليزية)
- هيرب تورنر على موقع اللجنة الأولمبية الدولية (الإنجليزية)
- هيرب تورنر على موقع أوليمبيديا (الإنجليزية)
- هيرب تورنر على موقع اللجنة الأولمبية الأسترالية (الإنجليزية)
- هيرب تورنر على موقع اتحاد ألعاب الكومنولث (مؤرشف) (الإنجليزية)